# Sociologie pragmatique
La sociologie pragmatique désigne une constellation de courants sociologiques français inspirés par l'interactionnisme, l'ethnométhodologie, la sociologie des sciences et les théories de l’action située, puis plus tardivement, la tradition philosophique américaine appelée pragmatisme, et communément rassemblés sous cette formule depuis le début des années 1990. La sociologie pragmatique n'est pas un courant unifié. Elle trouve une de ses origines dans les travaux de Luc Boltanski et Laurent Thévenot et cherche à « construire une approche qui tient compte de la capacité des acteurs à s’ajuster à différentes situations de la vie sociale ».
Sans qu'elle soit pour autant majeure, cette perspective sociologique occupe au début du XXIe siècle une certaine place dans le paysage intellectuel contemporain et dans le champ des sciences sociales en France et au-delà. Ce rôle s'est étendu à des domaines variés, comme la sociologie du travail, la sociologie politique, la sociologie économique, la sociologie de la santé et de l'environnement, la sociologie de l'éducation, la sociologie de l'art, la sociologie des sciences, la sociologie des techniques, etc.

## Description
L'ambition de la sociologie pragmatique est d'opérer une série de dépassements par rapport à ce qu'elle appelle "la sociologie classique" :
- Premièrement, elle s'efforce de dépasser l'opposition traditionnelle entre l'individu et le collectif. Elle s'inscrit par voie de conséquence dans un ensemble de travaux sociologiques cherchant à dépasser « l'opposition rituelle du collectif et de l'individuel », du holisme et de l'individualisme[4][Comment ?].
- Deuxièmement, prenant acte de l'entrée en crise[Comment ?] [Par qui ?] des catégories sociologiques usuelles - classe sociale, statut, rôle, culture, société, pouvoir, etc. -, la sociologie pragmatique nous « invite à confectionner des outils d'analyse prenant en compte une pluralité de modes d'engagement des êtres, humains et non humains, dans le monde »[5][Comment ?].
- Troisièmement, inspirée par les travaux de John Dewey, notamment sa théorie de l'enquête, elle refuse de se situer dans une logique exclusive de rupture avec le sens commun, et s'inscrit plutôt dans un double mouvement de continuité et de discontinuité avec lui. En effet, l'enquête est postulée comme un processus au cours duquel une série d'épreuves est établie par le chercheur en relation aux personnes et aux choses de son terrain, plutôt qu'un acte de disjonction indexé sur la logique propositionnelle "vrai/faux" ou "vérité/croyance". Il s'ensuit un renversement de perspective par rapport à la posture épistémologique d'un Pierre Bourdieu - on passe de la sociologie critique à la sociologie de la critique, selon Luc Boltanski (1990).
- Quatrièmement, elle se démarque de la sociologie de Pierre Bourdieu à laquelle elle reproche son "déterminisme" : mais aussi de l'optique de l'individualisme méthodologique de Raymond Boudon. Par rapport à celui-ci, la sociologie pragmatique récuse l'idée d'un individu rationnel uniforme, calculateur et utilitariste, préférant recourir à des notions comme celle d'« actants », de « personnes » ou encore d'« êtres », qui désignent tout autant des personnes singulières que des objets, des entités morales et juridiques. Concernant les personnes - les acteurs ou agents de la sociologie classique - la sociologie pragmatique met l'accent sur la variété de leurs états en fonction des situations dans lesquelles elles sont engagées. Laurent Thévenot (2006) parle ainsi d'« une personnalité à tiroir », de la même manière que Bernard Lahire entend définir l'individu social comme "homme pluriel" (1990)[6].
- Cinquièmement, elle s'efforce de dépasser le partage micro/macro qui a longtemps structuré la sociologie, en s'intéressant, par des voies multiples, à l'émergence de collectifs ou de mobilisations, aux formes de totalisation ou de montée en généralité, à ce qui donne une réalité substantielle aux institutions[7] ou encore, comme dans le cas de la sociologie des alertes et des controverses, à des processus longs à travers lesquels se transforment les institutions - comme dans le cas des alertes sanitaires et des controverses sur l'usage du principe de précaution[8].

## Courant pragmatique
Ce que l'on nomme « pragmatique » n'est pas une invention des sociologues. Elle a déjà une longue histoire qui plonge ses racines dans des traditions philosophiques, plus particulièrement la philosophie analytique et la philosophie du langage ordinaire, ainsi que dans divers domaines des sciences de l'homme, tel que la théorie linguistique, la sémiotique.
Le courant pragmatique est également inspiré des travaux anthropologiques, grâce à la démarche méthodologique de l'enquête de terrain, qui séparait classiquement la discipline de la sociologie : c'est dans l'observation directe et dans sa participation que l'on réalise et les tenants et aboutissants des pratiques individuelles.
Certains auteurs parlent de « tournant pragmatique », d'autres de l'« âge de la pragmatique ». Du reste il n'y a pas une mais « plusieurs pragmatiques », ou plutôt plusieurs sources de ces approches pragmatistes : le pragmatisme philosophique en tant que tel (via John Dewey et William James, notamment), la pragmatique linguistique, la pragmatique sociolinguistique, etc.; des auteurs aussi divers que Austin et Searle, Habermas et Goffman, Bruno Latour, Luc Boltanski et Nathalie Heinich se réclament tous, d'une certaine pragmatique, même si ce n'est pas la même.

## Déplacements critiques
Dans Le nouvel esprit du capitalisme (1999), Luc Boltanski et Eve Chiapello donnent une première inflexion critique à la sociologie pragmatique en pointant les nouvelles modalités d'exploitation du capitalisme lié au monde en réseaux. Boltanski radicalisera sa position critique dans De la critique (2009), en dessinant une théorie critique pragmatiste, à l'intersection de la sociologie pragmatique initiale et de courants critiques classiques (Marx, "École de Francfort" ou Bourdieu). Philippe Corcuff empruntera aussi la voie d'un critique pragmatiste analogue dans son ouvrage Où est passée la critique sociale? Ce déplacement vers la critique a suscité une réaction de la part d'autres auteurs/trices issu.e.s de la même mouvance comme Yannick Barthe, Damien de Blic, Eric Lagneau, Cyril Lemieux, Dominique Linhardt, Cédric Moreau de Bellaing, Danny Trom, Catherine Rémy et Jean-Philippe Heurtin sous la forme d'un texte intitulé "Sociologie pragmatique : mode d'emploi", publié dans la revue Politix en 2013. Mais cette "mise au point", à son tour, a engendré des réponses de la part de chercheurs liant plus directement sociologie et pragmatisme, dans un volume de la revue SociologieS coordonné par Daniel Cefaï en 2015.

## Auteurs qui peuvent être rattachés à ce courant
- Luc Boltanski, Francis Chateauraynaud, Daniel Cefaï, Philippe Corcuff, Alain Desrosières, Nicolas Dodier, Nathalie Heinich, Antoine Hennion, Cyril Lemieux, Laurent Thévenot, Bruno Latour et Michel Callon.